# Winslow (Arizona)
Winslow – miasto w stanie Arizona, w hrabstwie Navajo, w Stanach Zjednoczonych.